# This Christmas (álbum)
| Críticas profissionais | Críticas profissionais |
| Avaliações da crítica  | Avaliações da crítica  |
| Fonte                  | Avaliação              |
| ---------------------- | ---------------------- |
| Allmusic               | [ 2 ]                  |

This Christmas é um álbum natalino do quarteto musical 98 Degrees, lançado em 19 de outubro de 1999. O álbum foi certificado platina em 22 de dezembro de 1999. O álbum também alcançou o 27° lugar no Billboard 200 e o 2° no Holiday Albuns. O álbum contém faixas tradicionais de natal e canções inéditas como "This Gift" e "If Every Day Could Be Christmas". De todas as músicas do álbum apenas "This Gift" virou single. Uma versão relançada chamada 20th Century Masters: The Christmas Collection foi lançada em 2003, porém contém as mesmas faixas.

## Lista de faixas
| N.º            | Título                                             | Compositor(es)                                                    | Duração |  |
| 1.             | "If Every Day Could Be Christmas"                  | Gary Baker, Anthony Little & Frank J. Myers                       | 5:04    |  |
| 2.             | "God Rest Ye Merry Gentlemen" (Canção tradicional) |                                                                   | 4:36    |  |
| 3.             | "The Christmas Song"                               | Mel Tormé & Robert Wells                                          | 4:08    |  |
| 4.             | "I'll Be Home for Christmas"                       | Gannon, Kent & Ram                                                | 2:04    |  |
| 5.             | "O Holy Night"                                     | Adolphe Adam & John Sullivan Dwight                               | 3:20    |  |
| 6.             | "This Gift"                                        | Anders "Bag" Bagge, Arnthor Birgisson, Dave Deviller & Hosein, S. | 4:06    |  |
| 7.             | "The Little Drummer Boy"                           | Katherine Davis, Henry Onorati & Harry Simeone                    | 3:25    |  |
| 8.             | "Christmas Wish"                                   | Matt Fechter & Jeff Timmons                                       | 3:49    |  |
| 9.             | "Silent Night"                                     | Franz Xaver Gruber & Joseph Mohr                                  | 3:09    |  |
| 10.            | "Ave Maria"                                        | Franz Schubert                                                    | 1:56    |  |
| 11.            | "This Gift" (Pop Version)                          | Anders "Bag" Bagge, Arnthor Birgisson, Dave Deviller & Hosein, S. | 4:08    |  |
| Duração total: | Duração total:                                     | Duração total:                                                    | 39:45   |  |

## Desempenho nas paradas
| Parada (1999)                           | Melhor posição |
| --------------------------------------- | -------------- |
| Estados Unidos—Billboard 200            | 27             |
| Estados Unidos—Billboard Holiday Albums | 2              |